# Musanga
Musanga (лат.) — род цветковых растений семейства Крапивные (Urticaceae). Произрастает в тропической Африке.
Этот род относят к семейству Крапивные (Urticaceae) согласно филогенетической классификации или к семейству Цекропиевые (Cecropiaceae). К этому роду относится зонтичное дерево Musanga cecropioides, символ вторичных лесов Западной и Центральной Африки.

## Виды
В род Musanga входят два вида
- Musanga cecropioides R.Br. ex Tedlie
- Musanga leo-errerae Hauman & J.Léonard